# Lijst van werken van Franz Seraph Haindl
Onderstaande lijst geeft een overzicht van werken van Franz Seraph Haindl (1865-1931), een Duits kunstschilder.
| Afbeelding    | Beschrijving                                                              | Jaar   | Techniek                           | Afmetingen     | Bron              |
| ------------- | ------------------------------------------------------------------------- | ------ | ---------------------------------- | -------------- | ----------------- |
| Landschappen  |                                                                           |        |                                    |                |                   |
|               | zonnig alpenlandschap met steil oplopende, deels besneeuwde rotsformaties | 1910   | Impressionistisch                  | 40x30 cm       | Invaluable        |
|               | Winters berglandschap                                                     | 1923   | Olieverf op karton                 | 31x28cm        | Private collectie |
|               | Zicht op de Zugspitze                                                     |        | olieverf op canvas                 | 61x74 cm       | Picclick          |
|               | Besneeuwde landschap                                                      |        |                                    |                | Private collectie |
|               | Alpenspitze von Hintergrasegg aus                                         |        | Olieverf op plaat                  | 25 x 30 cm     | beta.lot          |
|               | Zomers berglandschap                                                      |        | Olieverf op karton                 | 22x28 cm       | Private collectie |
|               | Ehrwald mit Sonnenspitz                                                   |        | Olieverf op canvas/karton          | 20 x 24 cm     | Private collectie |
|               | Winters berglandschap                                                     |        | Olieverf op canvas                 | 29x35cm        | Private collectie |
|               |                                                                           |        |                                    | 40x32 cm       | Willhaben         |
| Portretten    |                                                                           |        |                                    |                |                   |
|               | Zeis wettende boer uit Opper-Beieren, geschilderd in Tölz.                | 1890   |                                    |                | Private collectie |
|               | Man aan tafel met zwarte hoed en pijp                                     | 1917   |                                    | 20,5x16,5 cm   | Arcadja           |
|               | Dame in groen jasje                                                       | 1920   |                                    |                | Arcadja           |
|               | Portret van vrouw in de natuur                                            | 1921   | Olieverf op karton, naturalistisch | 89x66 cm       | Barnebys          |
|               | Beierse dame                                                              | <1923  |                                    |                | [ 1 ]             |
|               | Bergbewoner uit Partenkirchen                                             | <1923  |                                    |                | [ 1 ]             |
|               | Heer P.                                                                   | <1923  |                                    |                | [ 1 ]             |
|               | Portret van meisje                                                        | 1923   |                                    |                | [ 1 ]             |
|               | Onbekende man                                                             |        | Olieverf op karton                 | 32x36cm        | Private collectie |
|               | Kinderen in berglandschap                                                 | ?      | Olieverf op karton                 | 40 x 60 cm     | Private collectie |
|               | ?                                                                         | ?      | ?                                  | ?              | Arcadja           |
|               | Portret van een Beierse boer                                              |        |                                    |                | Private collectie |
|               | Portret van boerin in klederdracht                                        |        |                                    |                | Pickclick         |
|               | Anna Haindl gitaar spelend                                                |        | olieverf op karton                 | 28 x 35 cm     | Private collectie |
|               | Anna Haindl                                                               |        |                                    |                | Private collectie |
|               | Jongen en meisje                                                          |        |                                    |                | Private collectie |
|               | Beierse boer (2)                                                          |        |                                    |                |                   |
|               | Elisabeth van der Voort                                                   |        |                                    |                | Private collectie |
|               | Rina van der Voort                                                        |        |                                    |                | Private collectie |
|               | Portret vrouw                                                             |        | Olieverf op karton                 | 28x35 cm       | Private collectie |
|               | Portret vrouw                                                             |        | Olieverf op karton                 | 56x67cm        | Private collectie |
|               | Naakte jongen met bloemen                                                 |        | hardboard                          |                | Private collectie |
|               | Meisje met bloemen                                                        |        | Olieverf op doek                   | 29x21 cm       | Private collectie |
|               | Zittende vrouw met roze doek                                              |        | Olieverf op doek                   | 23x27 cm       | Private collectie |
|               | "Herdersjongen in een Alpdal, met belklingende koeien"                    | <1923  |                                    |                |                   |
|               | Portret van een jonge vrouw in een witte blouse                           |        | Gemengde techniek op bruin papier  | 53x40 cm       |                   |
| Grafisch werk |                                                                           |        |                                    |                |                   |
|               | Portret van een jong meisje                                               |        | krijttekening                      | 35,5x29 cm     | Arcadja           |
|               | Dorp aan rivier                                                           |        | Potloodtekening                    | 46x31 cm       | Private collectie |
|               | Vrouw zittend                                                             |        | Tekening                           | 60 x 45 cm     | Private collectie |
|               | Portret man                                                               |        | hardboard                          | 70 x 50 cm     | Private collectie |
|               | Portret van jonge vrouw in witte blouse                                   |        | Gemengd techniek op bruin papier   | 53 x 40 cm     | Lotsearch         |
| Overig        |                                                                           |        |                                    |                |                   |
|               | Aan de kroegtafel                                                         | 1902   | Olieverf op hout                   | 23.5 x 29.5 cm | Arcadja           |
|               | Ongetiteld                                                                | 1903/8 | Olieverfop hout                    | 23.5 x 29 cm   | Private collectie |
|               | Hal met half openslaande deur                                             |        | Olieverf op karton                 | 33x47cm        | Private collectie |
|               | Dubblezijdig:Huis in GP/ meisje in blauwe jurk                            |        | Hardboard                          | 70 x 50 cm     | Private collectie |